# Batalha de Boviano
A Batalha de Boviano foi travada em 305 a.C. entre os romanos e os samnitas. Nesta época, os romanos eram governados por dois cônsules, Tibério Minúcio Augurino e Lúcio Postúmio Megelo. O resultado foi uma vitória romana e a conquista de Boviano, a capital de Sâmnio, o que levou ao final da Segunda Guerra Samnita.

## Consequências
A Batalha de Boviano finalmente esmagou o espírito guerreiro dos samnitas, que, incapazes de continuar com a guerra, foram obrigados a aceitar os termos ditados pelos romanos. Os romanos então se mostraram vitoriosos após a batalha virando a maré fortemente contra os samnitas a partir de 314 a.C., levando-os a buscarem tratados de paz cada vez menos generosos. Em 304 a.C., os romanos já haviam efetivamente anexado uma grande porção do território samnita, fundando várias colônias. Este padrão de enfrentar agressões com o uso expressivo da força e de buscar a conquista do território inimigo em contra-ataques estratégicos tornar-se-ia uma característica comum na história militar romana.